# Südafrikanische Cricket-Nationalmannschaft in Australien in der Saison 1910/11
Die Tour der südafrikanischen Cricket-Nationalmannschaft nach Australien in der Saison 1910/11 fand vom 9. Dezember 1910 bis zum 7. März 1911. Die internationale Cricket-Tour war Bestandteil der Internationalen Cricket-Saison 1910/11 und umfasste fünf Tests. Australien gewann die Serie 4–1.

## Vorgeschichte
Für beide Mannschaften war es die erste Tour der Saison.
Das letzte Aufeinandertreffen der beiden Mannschaften bei einer Tour fand in der Saison 1902/03 in Südafrika statt. Es war die erste Tour Südafrikas in Australien.

## Stadien
Die folgenden Stadien wurden für die Tour als Austragungsort vorgesehen.
| Stadion                  | Stadt     | Kapazität | Spiele       |
| ------------------------ | --------- | --------- | ------------ |
| Adelaide Oval            | Adelaide  | 53.583    | 3. Test      |
| Melbourne Cricket Ground | Melbourne | 100.024   | 2. & 4. Test |
| Sydney Cricket Ground    | Sydney    | 48.000    | 1. & 5. Test |

## Kaderlisten
Die Mannschaften benannten die folgenden Kader.
| Test | Test |
| Australien | Südafrika |
| --- | --- |
| - Clem Hill (K) - Warwick Armstrong - Warren Bardsley - Sammy Carter (wk) - Tibby Cotter - Algy Gehrs - Ranji Hordern - Charles Kelleway - Charles Macartney - Vernon Ransford - Victor Trumper - Bill Whitty | - Percy Sherwell (K, wk) - Aubrey Faulkner - Maitland Hathorn - Charlie Llewellyn - Dave Nourse - Ormy Pearse - Sid Pegler - Reggie Schwarz - Jimmy Sinclair - Tip Snooke - Louis Stricker - Bert Vogler - Billy Zulch |

## Tests

### Erster Test in Sydney
| 9. – 14. Dezember Scorecard | Sydney | Australien 528 (109.4)                            | – | Südafrika 174 (68) & 240 (67.1) (f/o) |
|                             |        | Australien gewinnt mit einem Innings und 114 Runs |   |                                       |

Australien gewann den Münzwurf und entschied sich als Schlagmannschaft zu beginnen. Für sie begannen die Eröffnungs-Batter Victor Trumper und Warren Bardsley. Trumper schied nach 27 Runs aus und wurde gefolgt durch Clem Hill, der zusammen mit Bardsley eine Partnerschaft über 224 Runs erreichte. Diese wurde beendet als Bardsley nach einem Century über 132 Runs aus 150 Bällen ausschied und für ihn Algy Gehrs aufs Feld kam, der ein Fifty über 67 Runs erreichte. Kurz darauf schied auch Hill nach einem Century über 191 Runs aus 200 Bällen aus. In der Folge konnten Warwick Armstrong und Vernon Rensfield eine Partnerschaft formen, bevor Rensford nach 11 Runs ausschied. Daraufhin kam Charles Kelleway aufs Feld und der tag endete beim Stand von 494/6. Am zweiten Tag schied Armstrong nach 48 Runs aus und an der Seite von Kelleway verlor Bill Whitty nach 15 Runs das letzte Wicket des Innings. Kelleway hatte bis dahin 14* Runs erreicht. Bester südafrikanische Bowler waren Reggie Schwarz mit 5 Wickets für 102 Runs und Ormy Pearse mit 3 Wickets für 56 Runs. Südafrika verlor in schlechten Lichtverhältnissen früh seine Eröffnungs-Batter, bevor Ormy Pearse 16 Runs erreichte. Daraufhin formte Aubrey Faulkner zusammen mit Reggie Schwarz eine Partnerschaft und nach einer Regenunterbrechung beendeten sie den Tag beim Stand von 140/7. Nach einem Ruhetag und einem Tag an dem kein Spiel möglich war schied am vierten Spieltag Schwarz nach einem Fifty über 61 Runs aus. Faulkner verlor sein Wicket nach einem Fifty über 62 Runs und das Innings endete mit einem Rückstand von 354 Runs. Daraufhin verlangte Australien das Follow-on. In ihrem zweiten Innings konnte Eröffnungs-Batter Percy Sherwell zusammen mit dem vierten Schlagmann Aubrey Faulkner eine Partnerschaft formen. Sherwell scheid nach einem Fifty über 60 Runs aus und wurde gefolgt durch Dave Nourse. Faulkner erreichte 43 Runs und die ihm folgenden Charlie Llewellyn 19 und Ormy Pearse 31 Runs. Nourse hatte beim Fall des letzten Wickets ein ungeschlagenes Fifty über 64 Runs erzielt, war jedoch nicht ausreichte um Australien wieder an den Schlag zu bringen. Bester australischer Bowler war Bill Whitty mit 4 Wickets für 75 Runs.

### Zweiter Test in Melbourne
| 31. Dezember – 4. Januar Scorecard | Melbourne | Australien 348 (79.4) & 327 (79.3) | – | Südafrika 506 (153) & 80 (32) |
|                                    |           | Australien gewinnt mit 89 Runs     |   |                               |

Australien gewann den Münzwurf und entschied sich als Schlagmannschaft zu beginnen. Für sie bildeten die Eröffnungs-Batter Victor Trumper und Warren Bardsley eine Partnerschaft. Trumper erreichte 34 Runs und nachdem Clem Hill 39 Runs erzielte schied Bardsley nach einem Fifty über 85 Runs aus. Daraufhin formten Vernon Ransford und Warwick Armstrong eine Partnerschaft. Ransford gelang ein Fifty über 58 Runs und der hineinkommende Charles Kelleway erreichte 18 Runs. Daraufhin kam Sammy Carter ins Spiel. Armstrong verlor sein Wicket nach einem Fifty über 75 Runs, während Carter das Inning sunegschlagen mit 15* Runs beendete. Beste südafrikanische Bowler waren Aubrey Faulkner mit 2 Wickets für 34 Runs und Charlie Llewellyn mit 2 Wickets für 69 Runs. Für Südafrika formten die Eröffnungs-Batter Billy Zulch und Percy Sherwell eine Partnerschaft und beendeten den Tag mit 17/0. Nach einem Ruhetag schied Sherwell nach 24 Runs aus und wurde gefolgt durch Aubrey Faulkner. Zulch gelangen 42 Runs, woraufhin Dave Nourse 33 und Louis Stricker 26 Runs erzielten. Nachdem Tip Snooke ins Spiel kam endete der Tag beim Stand von 352/5. Am dritten Spieltag verlor Faulkner nach einem Double-Century über 204 Runs aus 320 Bällen sein Wicket. Snooke formte in der Folge mit Jimmy Sinclair eine Partnerschaft, bevor er nach einem Fifty über 77 Runs ausschied Sinclair beendete das Innings ungeschlagen mit einem Fifty über 58 Runs und erhöhte so den Vorsprung auf 158 Runs. Beste australische Bowler waren Warwick Armstrong mit 4 Wickets für 134 Runs und Bill Whitty mit 3 Wickets für 81 Runs. In ihrem zweiten Innings begannen für Australien Victor Trumper und Warren Bardsley. Bardsley erreichte 14 Runs, woraufhin Algy Ghers 22 und Vernon Ransford 23 Runs erreichte. Nachdem Charles Kelleway aufs Spielfeld kam endete der tag beim Stand von 208/5. Am vierten Spieltag verlor Trumper nach einem Century über 159 Runs aus 158 Bällen sein Wicket. Der ihm folgende Warwick Armstrong erzielte 29 Runs und Tibby Cotter 15 Runs. Kelleway verlor das letzte Wicket des Innings nach 29 Runs und setzte so die Vorgabe für Südafrika auf 170 Runs. Beste südafrikanische Bowler waren Reggie Schwarz mit 4 Wickets für 76 Runs und Charlie Llewellyn mit 4 Wickets für 81 Runs. Für Südafrika erzielte Eröffnungs-Batter Percy Sherwell 16 Runs. Von den verbliebenen Battern gelangen dann Charlie Llewellyn 17 Runs, jedoch konnte sich kein anderer Spieler mehr etablieren. Somit verlor Südafrika nach 32 Overn das letzte Wicket und das Spiel. Beste australische Bowler waren Bill Whitty mit 6 Wickets für 17 Runs und Tibby Cotter mit 4 Wickets für 47 Runs.

### Dritter Test in Adelaide
| 7. – 13. Januar Scorecard | Adelaide | Südafrika 482 (166.4) & 360 (130.2) | – | Australien 465 (119.5) & 339 (83.4) |
|                           |          | Südafrika gewinnt mit 38 Runs       |   |                                     |

Südafrika gewann den Münzwurf und entschied sich als Schlagmannschaft zu beginnen. Für sie begannen Percy Sherwell und Billy Zulch. Sherwell erreichte 11 Runs und ihm folgten Aubrey Faulkner mit einem Fifty über 56 Runs und Dave Nourse mit 10 Runs. Daraufhin schied Zulch nach einem Century über 105 Runs aus 237 Bällen aus. Nachdem sich Charlie Llewellyn und Tip Snooke etablierten endete der Tag beim Stand von 279/5. Nach einem Ruhetag verlor Llewellyn nach 43 Runs sein Wicket und der hineinkommende Jimmy Sinclair erzielte 20 Runs. Daraufhin kam Louis Stricker ins Spiel und Snooke schied nach einem Century über 103 Runs aus 245 Bällen aus. An der Seite von Stricker erreichte Reggie Schwarz 15 Runs, bevor er nach 48 Runs selbst das letzte Wicket des Innings verlor. Bis dahin hatte sein Partner Sid Pegler 24* Runs erzielt. Bester australischer Bowler war Warwick Armstrong mit 4 Wickets für 103 Runs. Für Australien konnte dann Eröffnungs-Batter Charles Kelleway mit dem dritten Schlagmann Vernon Ransford eine Partnerschaft bilden und den Tag beim Stand von 72/1 beenden. Am dritten Spieltag schied Ransford nach einem Fifty über 50 Runs aus und wurde durch Warren Bardsley ersetzt. Kelleway gelangen 47 Runs, woraufhin sich Victor Trumper sich etablieren konnte. Nachdem Bardsley ein Fifty über 54 Runs erzielte konnten die folgenden Algy Ghers 20, Clem Hill 16 und Warwick Armstrong 30 Runs erzielen. Zusammen mit Sammy Carter beendete Trumper den Tag beim Stand von 458/8. Am vierten Spieltag schied Carter nach 17 Runs aus und Trumper beendete das Innings nach einem ungeschlagenen Double-Century über 214* Runs aus 247 Bällen und verkürzte so den Rückstand auf 17 Runs. Bester südafrikanischer Bowler war Charlie Llewellyn mit 4 Wickets für 107 Runs. Für Südafrika formten in ihrem zweiten Innings Billy Zulch und Aubrey Faulkner eine Partnerschaft. Zulch erreichte 14 Runs und der ihm folgende Dave Nourse 39 Runs. Daraufhin kam Charlie Llewellyn aufs Feld und Faulkner verlor sein Wicket nach einem Century über 115 Runs aus 245 Bällen. Zusammen mit Sid Pegler beendete Llewellyn den tag beim Stand von 232/5. Am fünften Spieltag schied Pegler nach 26 Runs aus und der hineinkommende Tip Snooke nach 25 Runs. Ihm folgte Jimmy Sinclair und Llewellyn verlor sein Wicket nach einem Fifty über 80 Runs. Sinclair formte eine letzte Partnerschaft mit Reggie Schwarz, bevor er nach 29 Runs ausschied. Schwarz hatte bis dahin 11+ Runs erzielt und so wurde die Vorgabe auf 378 Runs erhöht. Bester australischer Bowler war Bill Whitty mit 6 Wickets für 104 Runs. Für Australien bildeten die Eröffnungs-batter Victor Trumper und Warren Bardsley eine Partnerschaft. Trumper gelangen 28 Runs, bevor er durch Clem Hill ersetzt wurde. Bardsley konnte ein Fifty über 58 Runs erreichen und wurde gefolgt durch Charles Kelleway. Hill schied nach einem Fifty über 55 Runs aus, woraufhin Sammy Carter ins Spiel kam und der Tag beim Stand von 187/4 endete. Am sechsten Spieltag schied Carter nach 11 Runs aus und Warwick Armstrong folgte ihm aufs Feld. Nachdem Kelleway ein Fifty über 65 Runs erzielte konnte Armstrong 48 Runs erreichen. Algy Gehrs bildete dann mit Tibby Cotter eine Partnerschaft, bevor er nach 22 Runs ausschied und von Bill Whitty gefolgt wurde. Whitty verlor nach 11 Runs das letzte Wicket, als Cotter bei 36* Runs stand und so das Spiel knapp für Australien verloren wurde. Bester südafrikanischer Bowler war Reggie Schwarz mit 4 Wickets für 48 Runs.

### Vierter Test in Melbourne
| 17. – 21. Februar Scorecard | Melbourne | Australien 328 (94.4) & 578 (126.5) | – | Südafrika 205 (62.5) & 171 (40.2) |
|                             |           | Australien gewinnt mit 530 Runs     |   |                                   |

Südafrika gewann den Münzwurf und entschied sich als Feldmannschaft zu beginnen. Für Australien etablierte sich der Eröffnungs-Batter Warren Bardsley und an seiner Seite erzielte Clem Hill 11 und Warwick Armstrong 48 Runs. Nachdem Charles Kelleway aufs Feld kam, schied Bardsley nach einem Fifty über 82 Runs aus und wurde durch Vernon Ransford ersetzt. Kelleway erreichte ein Fifty über 59 Runs und nachdem Tibby Cotter 10 Runs erreichte schied Ransford nach einem Fifty über 75 Runs aus. Daraufhin endete der Tag beim Stand von 317/8. Am zweiten tag konnte sich kein australischer Batter mehr etablieren und das Innings endete nach 328 Runs. Bester südafrikanischer Bowler war Sid Pegler mit 3 Wickets für 40 Runs. Für Südafrika bildeten Aubrey Faulkner und Dave Nourse eine Partnerschaft. Faulkner erzielte 20 Runs und in der Folge konnte Reggie Schwarz 18, Percy Sherwell 41 und Sid Pegler 15 Runs erreichen. Nourse beendete das Innings mit einem ungeschlagenen Fifty über 92* Runs und verkürzte so den Rückstand auf 123 Runs. Beste australische Bowler waren Bill Whitty mit 4 Wickets für 78 Runs und Ranji Hordern mit 3 Wickets für 39 Runs. Für Australien begannen die Eröffnungs-Batter Charles Kelleway und Algy Gehrs. Nachdem Kelleway nach 18 Runs sein Wicket verlor endete der Tag beim Stand von 48/1. Nach einem Ruhetag kam am dritten Spieltag Warren Bardsley ins Spiel, der 15 Runs erzielte, bevor Gehrs nach einem Fifty über 58 Runs ausschied. Daraufhin folgte eine Partnerschaft zwischen Warwick Armstrong und Clem Hill. Hill konnte dabei ein Century über 100 Runs aus 98 Bällen erzielen und dem hineinkommende Victor Trumper gelang ein Fifty über 87 Runs. Armstrong verlor sein Wicket nach einem Century über 132 Runs aus 196 Bällen und nachdem Vernon Ransford und Ranji Hordern eine Partnerschaft formten endete der Tag beim Stand von 476/7. Am vierten Spieltag schied Hordern nach 24 Runs aus und nachdem Billy Whitty ins Spiel kam verlor Ransford das letzte Wicket des Innings nach einem Fifty über 95 Runs. Whitty hatte bis dahin 39* Runs erzielt und so die Vorgabe für Südafrika auf 702 Runs erhöht. Beste südafrikanische Bowler waren Bert Vogler mit 3 Wickets für 59 Runs und Aubrey Faulkner mit 3 Wickets für 101 Runs. Für Südafrika formte Eröffnungs-Batter Billy Zulch mit dem dritten Schlagmann Aubrey Faulkner eine Partnerschaft. Zulch erzielte 15 Runs und an der Seite von Faulkner konnten daraufhin Dave Nourse 28 und Jimmy Sinclair 19 Runs erzielte. Faulkner schied nach einem Fifty über 80 Runs aus und so endete das Spiel für Südafrika mit einer hohen Niederlage. Bester australischer Bowler war Ranji Hordern mit 5 Wickets für 66 Runs.

### Fünfter Test in Sydney
| 3. – 7. März Scorecard | Sydney | Australien 364 (96.4) & 198-3 (43.1) | – | Südafrika 160 (50.1) & 401 (122.1) (f/o) |
|                        |        | Australien gewinnt mit 7 Wickets     |   |                                          |

Südafrika gewann den Münzwurf und entschied sich als Feldmannschaft zu beginnen. Für Australien bildete Eröffnungs-Batter Charles Macartney mit dem dritten Schlagmann Ranji Hordern eine Partnerschaft. Hordern erreichte ein Fifty über 50 Runs und wurde gefolgt durch Warren Bardsley. Nachdem Macartney sein Wicket nach einem Century über 137 Runs aus 193 Bällen verlor folgte ihm Bill Whitty und der Tag endete beim Stand von 281/3. Am zweiten Tag schied Whitty nach 13 Runs aus, woraufhin Victor Trumper aufs Feld kam. Bardsley erreichte ein Fifty über 94 Runs und nachdem Clem Hill ins Spiel kam, schied auch Trumper nach 31 Runs aus. Hill erreichte 13 Runs, woraufhin sich kein weiterer Batter etablieren konnte. Bester südafrikanischer Bowler war Reggie Schwarz mit 6 Wickets für 47 Runs. Für Südafrika bildete Eröffnungs-Batter Billy Zulch mit dem dritten Schlagmann Aubrey Faulkner eine Partnerschaft. Zulch gelangen 15 Runs, woraufhin Louis Stricker ins Spiel kam. Faulkner konnte ein Fifty über 52 Runs erzielen und der hineinkommende Tip Snooke erreichte 18 Runs. Daraufhin folgte Charlie Llewellyn und Stricker schied nach 19 Runs aus. Reggie Schwarz konnte dann 13 Runs erzielen, bevor Llewellyn nach 24 Runs ausschied und das Innings mit einem Rückstand von 204 Runs endete. Australien forderte daraufhin das Follow-on ein. Bester australischer Bowler war Ranji Hordern mit 4 Wickets für 73 Runs. Für Südafrika bildeten Percy Sherwell und Billy Zulch eine erste Partnerschaft. Sherwell erreichte 14 Runs und wurde gefolgt von Sid Pegler, bevor der Tag beim Stand von 31/1 endete. Nach einem Ruhetag schied Pegler am dritten Tag nach 26 Runs aus. Daraufhin erreichte Aubrey Faulkner ein Fifty über 92 Runs und Dave Nourse 28 Runs, bevor Louis Stricker ins Spiel kam. Zulch schied nach einem Century über 150 Runs aus 304 Bällen aus und Stricker verlor sein Wicket kurz darauf nach 42 Runs. Damit endete der Tag beim Stand von 386/6. Am vierten Spieltag konnten Tip Snooke und Jimmy Sinclair jeweils 12 Runs erzielen und das Innings endete mit einer Vorgabe über 198 Runs für Australien. Bester australischer Bowler war Bill Whitty mit 4 Wickets für 66 Runs. Für Australien begannen Warren Bardsley und Charles Macartney. Macartney gelang ein Fifty über 56 Runs und wurde gefolgt durch Victor Trumper. Bardsley konnte 39 Runs erzielen, woraufhin Trumper zusammen mit Charles Kelleway die Vorgabe einholte. Trumper gelang dabei ein Fifty über 74* Runs, Kelleway 24* Runs. Bester südafrikanischer Bowler war Dave Nourse mit 2 Wickets für 32 Runs.

## Statistiken
Die folgenden Cricketstatistiken wurden bei dieser Tour erzielt.
| Tests             | Tests      | Tests   | Tests   | Tests   | Tests   | Tests   | Tests   | Tests   |
| Batting           | Batting    | Batting | Batting | Batting | Batting | Batting | Batting | Batting |
| Spieler           | Mannschaft | Spiele  | Innings | Runs    | Average | HS      | 100s    | 50s     |
| ----------------- | ---------- | ------- | ------- | ------- | ------- | ------- | ------- | ------- |
| Aubrey Faulkner   | Südafrika  | 5       | 10      | 732     | 73,20   | 204     | 2       | 5       |
| Victor Trumper    | Australien | 5       | 9       | 661     | 94,42   | 214*    | 2       | 2       |
| Warren Bardsley   | Australien | 5       | 9       | 573     | 63,66   | 132     | 1       | 5       |
| Clem Hill         | Australien | 5       | 8       | 425     | 53,12   | 191     | 2       | 1       |
| Warwick Armstrong | Australien | 5       | 8       | 410     | 51,25   | 132     | 1       | 1       |
| Bowling           |            |         |         |         |         |         |         |         |
| Spieler           | Mannschaft | Spiele  | Overs   | Wickets | Average | BBI     | 5W      | 10W     |
| Bill Whitty       | Australien | 5       | 232.3   | 37      | 17,08   | 6/17    | 2       | 0       |
| Reggie Schwarz    | Südafrika  | 5       | 167.4   | 25      | 26,04   | 6/47    | 2       | 0       |
| Tibby Cotter      | Australien | 5       | 194.5   | 22      | 28,77   | 6/69    | 1       | 0       |
| Ranji Hordern     | Australien | 2       | 80.3    | 14      | 21,07   | 5/66    | 1       | 0       |
| Warwick Armstrong | Südafrika  | 5       | 131.0   | 14      | 39,92   | 4/81    | 0       | 0       |